# Костопольский домостроительный комбинат
Костопольский домостроительный комбинат — промышленное предприятие в городе Костополь Ровенской области Украины.

## История
В мае 1944 года Государственный комитет обороны СССР утвердил решение о создании на территории Ровенской области крупного предприятия деревообрабатывающей промышленности, продукция которого должна была использоваться для восстановления пострадавших от оккупации районов СССР.
21 сентября 1944 в Ровно был создан трест «Індустрбуд», которому было поручено построить домостроительный комбинат. Наиболее подходящим местом для нового предприятия стал Костополь, имевший резервы рабочей силы, железнодорожную станцию и место для строительства. Тресту «Індустрбуд» были подчинены Клеванский деревообрабатывающий завод и Квасиловский литейно-механический завод, которые и строили Костопольский домостроительный комбинат. Специалисты, оборудование, инструменты и электродвигатели для строительства нового предприятия прибывали из всех республик СССР.
Предприятие было построено в 1944 году на месте ранее существовавшего лесопильного завода.
В марте 1945 комбинат произвёл первую продукцию — пиломатериалы, которые были отправлены строительным трестам Донбасса.
Кроме того, в самом Костополе домостроительный комбинат построил здание средней школы, Дом культуры, детский сад, ясли, продовольственный магазин, медпункт и свыше 16 тыс. м² жилой площади.
В 1948 году были введены в строй теплоэлектростанция, лесопильный цех, сушильно-деревообрабатывающий цех и фанерный цех — и сооружение первой очереди комбината было завершено. После этого комбинату было поручено начать выпуск сборных каркасных домов (80 тыс. м² в год) и столярные изделия (40 тыс. м² в год). Для этой цели за комбинатом были дополнительно закреплены восемь лесхозов Ровенской и Волынской областей (которые производили заготовку древесины).
В 1949 году за освоение комбинатом производства клееных конструкций из дерева, щитовых дверных полотен и экономичных оконных блоков спаренной конструкции двум работникам комбината была присвоена Государственная премия СССР.
До 1951 года комбинат изготавливал каркасно-засыпные дома для Донбасса, а затем перешёл на выпуск каркасно-щитовых домов для целинных совхозов Казахстана.
В 1953 году было завершено строительство второй очереди комбината — в эксплуатацию были введены инструментальный цех, второй деревообрабатывающий цех и фибролитовый цех (фибролит использовался для утепления домов). В 1954—1958 гг. были расширены фанерный и паркетный цеха, провели комплексную механизацию склада сырья
Продукция комбината использовалась в здании киностудии «Мосфильм» и Дворце науки и культуры в Варшаве.
В годы семилетки (1959—1965 гг.) в строй были введены ещё шесть цехов, в это же время были переоборудованы электростанция и котельная. В результате, в 1967 году мощность комбината в 2,5 раза превысила его изначально запланированную проектную мощность.
В 1966 году за досрочное выполнение семилетнего плана, успешное освоение новых производственных мощностей и выпуск новых видов продукции комбинат был награждён орденом Ленина.
Во время восьмой пятилетки комбинат первым из всех предприятий на территории Украинской ССР освоил производство древесно-стружечных плит. Кроме того, в это же время рабочие завода собственными силами провели благоустройство и озеленение территории комбината.
Только в период с 1945 до начала 1973 года комбинат произвёл комплекты сборных жилых домов общей площадью 9,6 млн м², 293 тыс. м³ фанеры, 248 тыс. м³ древесно-стружечных плит, 716 тыс. м³ фибролита, а также комплекты паркета для 160 тыс. квартир.
По состоянию на начало 1981 года все основные производственные процессы комбината были комплексно механизированы и автоматизированы; основной продукцией комбината в это время являлись оконные и дверные блоки, древесно-стружечные плиты (в том числе, ламинированные), фанера, паркет, фибролит и мебельные заготовки.
В целом, в советское время Костопольский ордена Ленина домостроительный комбинат имени 50-летия Великой Октябрьской социалистической революции был крупнейшим предприятием города. На балансе комбината находились объекты социальной инфраструктуры (жилые дома, две столовых, санаторий-профилакторий, библиотека и др.).
После провозглашения независимости Украины государственное предприятие было преобразовано в открытое акционерное общество. В мае 1995 года Кабинет министров Украины утвердил решение о приватизации комбината.
В августе 1997 года комбинат был включён в перечень предприятий, имеющих стратегическое значение для экономики и безопасности Украины.